# Fontrailles
 Fontrailles  es una comuna y población de Francia, en la región de Mediodía-Pirineos, departamento de Altos Pirineos, en el distrito de Tarbes y cantón de Trie-sur-Baïse.
Su población en el censo de 1999 era de 147 habitantes.
Está integrada en la Communauté de communes du Pays de Trie.

## Demografía
| 207 | 211 | 172 | 153 | 146 | 147 |
| Para los censos de 1962 a 1999 la población legal corresponde a la población sin duplicidades (Fuente: INSEE [Consultar]) |     |     |     |     |     |